# Bedford Heights, Ohio
Bedford Heights là một thành phố thuộc quận Cuyahoga, tiểu bang Ohio, Hoa Kỳ. Năm 2010, dân số của thành phố này là 10751 người.

## Dân số
- Dân số năm 2000: 11375 người.
- Dân số năm 2010: 10751 người.